# HMS Spitfire (1912)
HMS Spitfire (Корабль Его Величества «Спитфайр») — британский эскадренный миноносец типа «Акаста» периода Первой мировой войны, принявший участие в Ютландском сражении. В ночном бою с германскими линкорами столкнулся с дредноутом «Нассау», нанеся тому серьёзные повреждения в носовой оконечности, однако и сам был тяжело повреждён.

## Служба

### Ютландское сражение. Ночной бой эсминцев с германскими дредноутами
31 мая 1916 года около 23:10 с эсминцев британской 4-й флотилии, в которой числился и «Спитфайр», заметили на юго-западе неизвестные корабли, подходившие с кормы сходящимся курсом. Встреченные корабли были приняты за британские. В 23:30 корабли подошли так близко, что эсминец «Типерери» дал опознавательный сигнал. В ответ на кораблях зажглись прожекторы, после чего по эсминцам был открыт сильный артиллерийский огонь.
Неизвестными кораблями оказались германские дредноуты «Вестфален», «Нассау» и «Рейнланд», сопровождаемые лёгкими крейсерами «Росток», «Штутгарт», «Эльбинг» и «Гамбург». Завязался бой, в ходе которого «Спитфайр» сблизился с «Нассау», обстреливая его из 102-мм орудий. В 0:31 1 июня «Нассау» и «Спитфайр» столкнулись левыми бортами на встречных курсах. «Нассау» шёл на 18 узлах, а «Спитфайр» — на 27. Сила удара кораблей друг об друга была колоссальной. Когда корабли столкнулись, на «Спитфайре» вообразили что имеют дело с лёгким крейсером, а не с линкором, 280-мм снаряд которого, выпущенный в упор, пролетел очень низко над мостиком, газами снеся переднюю трубу и едва не оторвав голову командиру эсминца.
После боя командир эсминца Трилони доносил:

Ближайший крейсер повернул с явным намерением меня таранить. Поэтому я положил руль право на борт, и мы столкнулись носовыми частями левого борта. Полагаю, что я значительно повредил этот крейсер, так как на полубаке миноносца осталось 20 футов германской обшивки.
— Мужеников В. Б. Линейные корабли Германии. — С. 65.
Дредноут, навалившийся на эсминец, погнул тому форштевень, эсминец же резко отвернул вправо и прочертил вдоль борта линкора, сорвав тому привальный брус. «Нассау» получил значительные повреждения носовой оконечности: удар эсминца сделал пробоину в борту линкора, разорвав обшивку на участке длиной 3,5 метра и погнув подпалубные балки. Палуба бака местами была вдавлена, местами вспучена. Скорость линкора упала до 15 узлов.
Несмотря на серьёзные повреждения, оба корабля сумели вернуться в порты.

### Участие в спасении госпитального судна Rhodesia
«Спитфайр» принял участие в операции по спасению выживших с госпитального судна «Rhodesia» (бывший «Galway Castle»), 12 сентября 1918 торпедированного германской субмариной U-82 в 160 милях от Фастнета.

### Списание
«Спитфайр» был продан на слом 9 мая 1921.